# Ninoslav Kučan

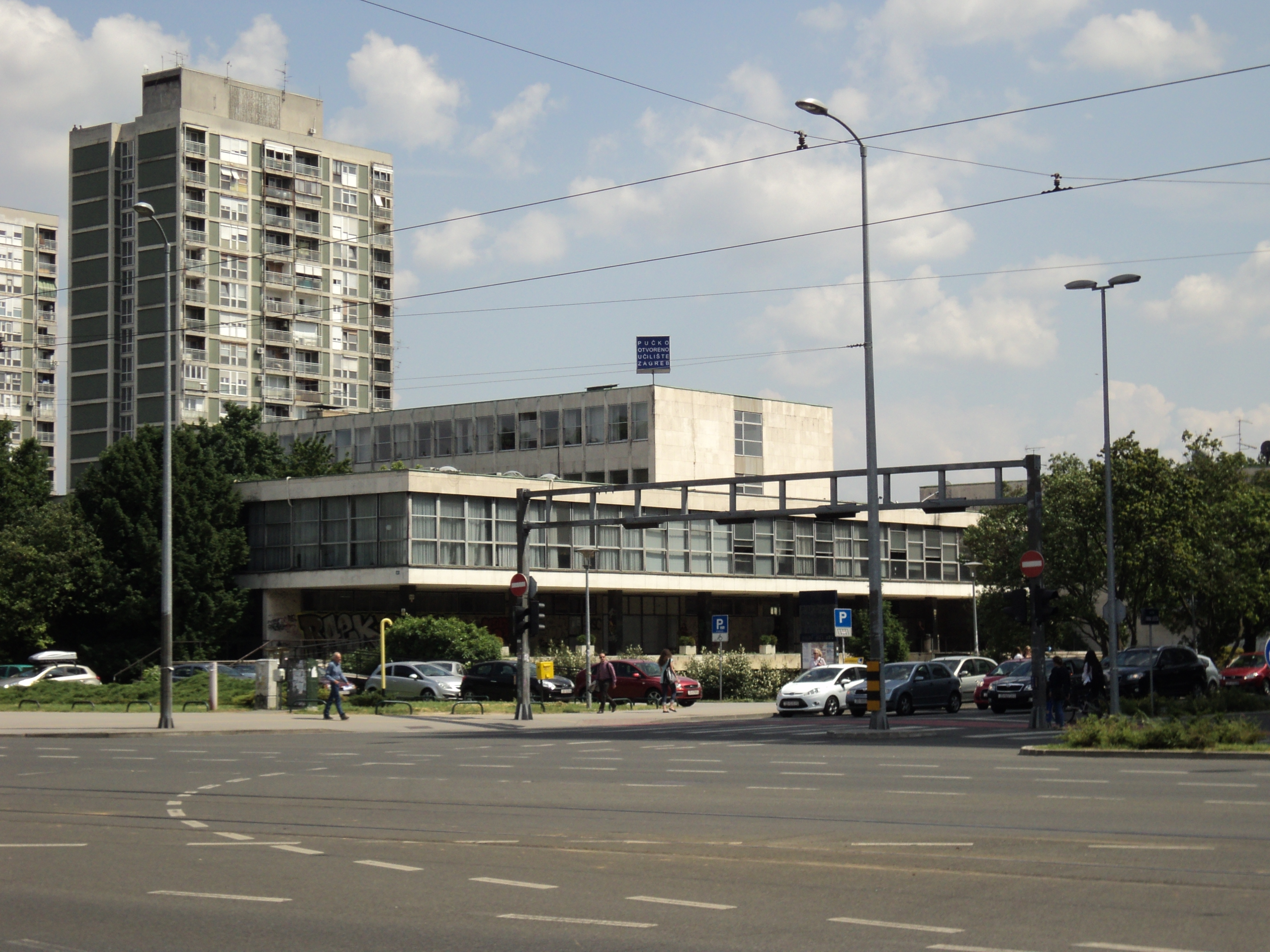
Jedno z osiedli w Zagrzebiu

Ninoslav Kučan (ur. 22 maja 1927 w Brezie koło Sarajewa. zm. 22 sierpnia 1994 na Braču) – chorwacki architekt.
Urodził się w rodzinie Jakuba, inżyniera górniczego oraz nauczycielki Klotildy z Helmanów (Helmannów). Miał starszego o rok brata, Mladena, z którym chodził do tej samej klasy. W 1939 r. jego ojciec rozpoczął pracę w ministerstwie i rodzina przeniosła się najpierw do Lublany, a następnie do Belgradu, gdzie Kučan kontynuował naukę. Pod koniec wojny brat Kučana zaginął.
Ninosław Kučan był miłośnikiem przyrody, turystą oraz alpinistą. Podczas wojny odnosił sukcesy w konkursach narciarskich. Wspinał się po szczytach Sljeme, Platak, Snježnik, Risnjak oraz po górach m.in. Bośni i po Dolomitach.
Pomimo tego, że nie ukończył liceum, w 1945 roku rozpoczął studia architektoniczne na Akademii Sztuk Pięknych w Zagrzebiu. Jako uczeń został asystentem dwóch profesorów. Przed zakończeniem studiów pracował dla architekta Šimaticia jako stażysta inżynier w miejskim instytucie SRC. Dyplom uzyskał w 1951 r. i rozpoczął pracę jako asystent profesora Antona Ulricha.
Przez długi czas pracował w Niemczech dla Interbau GMBH, gdzie zaprojektował wiele osiedli mieszkaniowych.
W końcu 1969 roku wrócił do Chorwacji i pracował w Rijekaprojekt Institute, jako kierownik Wydziału Architektury i Urbanistyki, aż do przejścia na emeryturę w 1990. W 1962 r. ożenił się z Vjerą Kirchmayer, z którą miał czwórkę dzieci.